# Luxiaria phyllosaria
Luxiaria phyllosaria är en fjärilsart som beskrevs av Walker 1860. Luxiaria phyllosaria ingår i släktet Luxiaria och familjen mätare. Inga underarter finns listade i Catalogue of Life.